# Capital megye (Catamarca)
Capital egy megye Argentínában, Catamarca tartományban. A megye székhelye San Fernando del Valle de Catamarca.

## Települések
A megye a következő nagyobb településekből (Localidades) áll:
- Barrio Bancario
- San Fernando del Valle de Catamarca
- El Pantanillo

Kisebb települései (Parajes):
| - Bajo Hondo - El Calvario - El Carrizal | - La Aguada - La Calera - La Sombrilla | - La Viñita - Loma Cortada - Pto. Fernández |